# Plusiogramma
Plusiogramma är ett släkte av fjärilar. Plusiogramma ingår i familjen tandspinnare.
Kladogram enligt Catalogue of Life:
| Plusiogramma | \| \| Plusiogramma argentata \| \| \| \| \| \| Plusiogramma aurosigna \| \| \| \| \| \| Plusiogramma homogena \| \| \| \| \| \| Plusiogramma transsecta \| \| \| \| |
|              | \| \| Plusiogramma argentata \| \| \| \| \| \| Plusiogramma aurosigna \| \| \| \| \| \| Plusiogramma homogena \| \| \| \| \| \| Plusiogramma transsecta \| \| \| \| |
|              | Plusiogramma argentata |
|              | |
|              | Plusiogramma aurosigna |
|              | |
|              | Plusiogramma homogena |
|              | |
|              | Plusiogramma transsecta |
|              | |